# 벤저민 N. 카도조
벤자민 N. 카도조(Benjamin Nathan Cardozo, 1870년 5월 24일 ~ 1938년 7월 9일)은 미국의 대법관이다. 수많은 명판결로 유명하며 명문가로 알려져 있다. 사상적으로는 로스코 파운드의 뒤를 이어 진보파에 속하였다. 강연집 "The Nature of Judicial Paradoxes of Legal Science" (1928)이 유명하다. 재판에 있어서는 이론적 방법, 역사적 방법, 관습적 방법, 사회학적 방법의 4가지가 사용된다고 하고 이 중 어느 것을 선택할 것인가는 법의 근본적 목적인 사회적 복지의 견지에서 결정되어야 한다고 하였다. 그는 이 결정을 항상 부정확성을 수반하는 점을 승인하면서 상대주의적 입장을 명확히 하고 있다.